# Fastaqim Kama Umirt
Fastaqim Kama Umirt  (arabe : تجمع الوية فاستقم كما أمرت, littéralement Soit droit comme il t'est commandé, d'après un verset du Coran) est un groupe rebelle de la guerre civile syrienne fondé en décembre 2012.

## Histoire

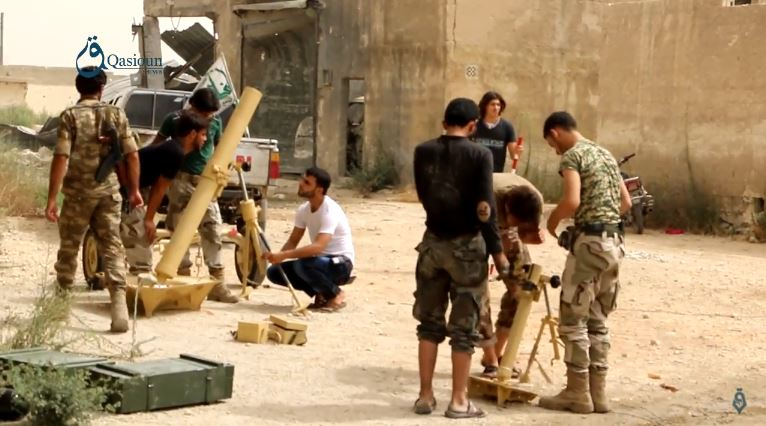
Rebelles de Fastaqim Kama Umirt préparant un tir de mortier pendant la bataille d'Alep, le 13 septembre 2015.

### Formation
Le groupe est formé le 18 décembre 2012,. Il rassemble plusieurs factions dont les principales sont : La brigade de la Paix, la Brigade de la Cité d'Alep, la Brigade al-Shahba d'Alep. Le groupe est actif dans le gouvernorat d'Alep.

### Affiliations
Fastaqim Kama Umirt est affilié à l'Armée syrienne libre,,. Le 3 janvier 2014, il forme avec deux autres groupes rebelles l'Armée des Moudjahidines afin de lutter contre l'État islamique dans le gouvernorat d'Alep. Il se retire cependant de cette alliance en décembre 2014,. 

Il intègre la Chambre d'opérations de Marea en septembre 2014.
Peu après, il fait partie des groupes qui forment le Front du Levant le 25 décembre 2014.
Fastaqim Kama Umirt fait partie des groupes rebelles qui forment le 26 avril 2015 la chambre d'opérations Fatah Halab, active à Alep,.
En avril 2016, il intègre la Chambre d'opérations Hawar Kilis.
Fin 2017, la branche locale du groupe située dans le gouvernorat d'Alep intègre l'Armée nationale syrienne.

### Dissolution
Début novembre 2016, au cours de la bataille d'Alep, le groupe est fortement affaibli par les attaques d'autres factions rebelles. Des combats éclatent entre d'un côté Fastaqim Kama Umirt et de l'autre le Harakat Nour al-Din al-Zenki et les bataillons d'Abou Amarah. Les affrontements tournent à l'avantage des seconds qui prennent plusieurs positions à Fastaqim Kama Umirt. Plusieurs dizaines de ses combattants sont capturés, d'autres trouvent refuge dans les zones tenues par Ahrar al-Cham. Le groupe perd également ses dépôts d'armes et de nourriture,.
En janvier 2017, dans le gouvernorat d'Idleb et l'ouest du gouvernorat d'Alep, de violents combats éclatent entre d'un côté le Front Fatah al-Cham et de l'autre Ahrar al-Cham, Suqour al-Cham et des groupes de l'Armée syrienne libre. Le 25 janvier 2017, Fastaqim Kama Umirt et plusieurs autres groupes rebelles — Suqour al-Cham, Kataeb Thuwar al-Cham, l'Armée des Moudjahidines, ainsi que les unités de Jaych al-Islam et du Front du Levant présentes dans la région d'Idleb — annoncent leur fusion au sein d'Ahrar al-Cham, espérant ainsi par ce ralliement obtenir l'aide et la protection de ce groupe contre le Front Fatah al-Cham,,,,,,.
Une partie des forces de Fastaqim Kama Umirt ne réalise cependant pas la fusion et demeure active au nord du gouvernorat d'Alep, dans la région d'al-Bab alors sous l'influence de la Turquie et où le Front Fatah al-Cham n'est pas présent,,.

## Idéologie
Fastaqim Kama Umirt est islamiste sunnite. Il est considéré comme modéré par Charles Lister, chercheur américain au Middle East Institute (en). Selon Aron Lund, chercheur à la Fondation Carnegie pour la paix internationale, il est idéologiquement proche de l'Armée syrienne libre.

## Organisation

### Commandement

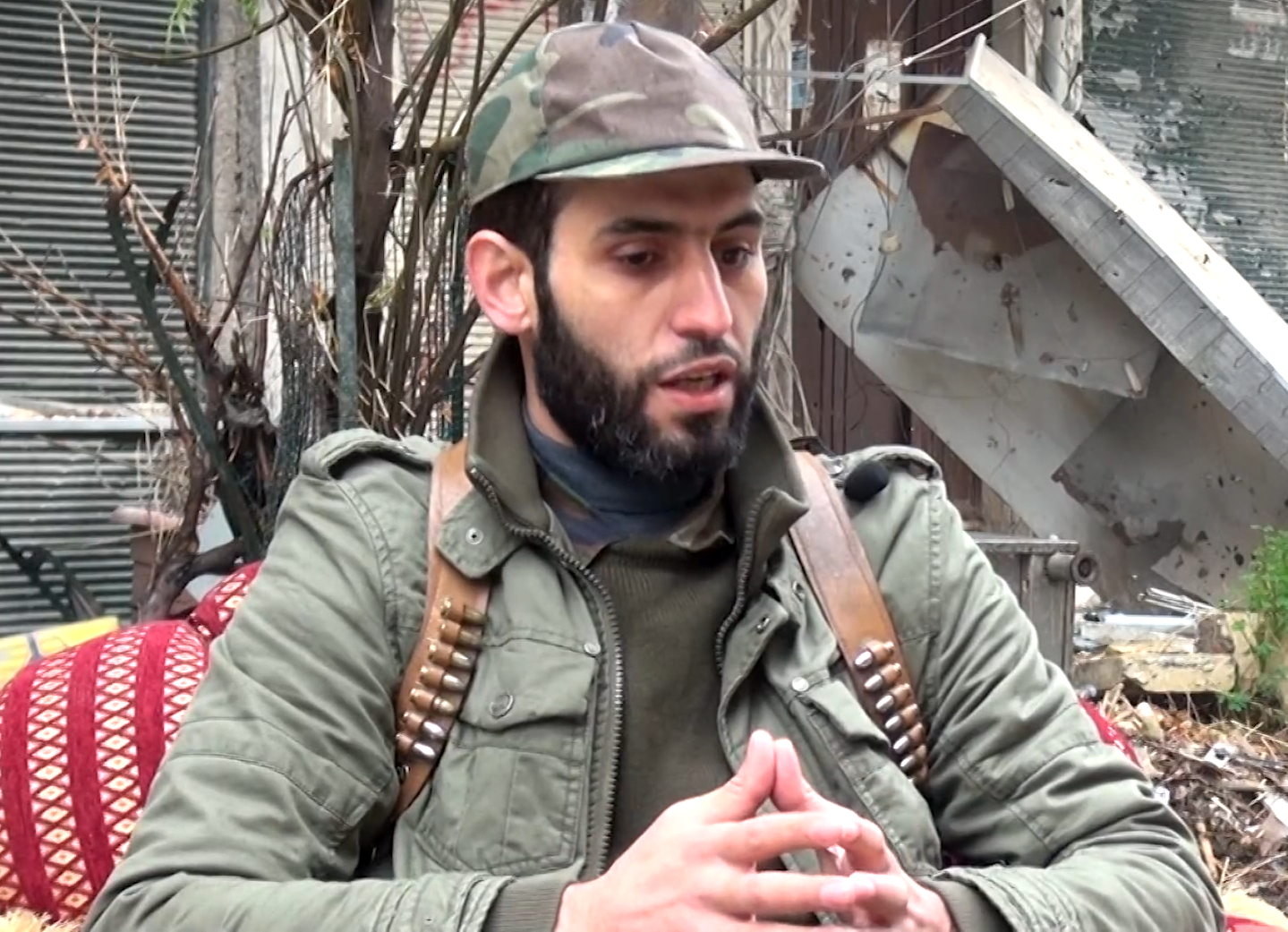
Mustafa Berro en 2015, chef de Fastaqim Kama Umirt.

Le chef de Fastaqim Kama Umirt est Mustafa Berro, dit « Saqr Abu Quteiba »,,. Parmi les autres commandants figure Mulhem al-Ageidi, chef de la chambre d'opérations d'Alep,. Le chef du bureau politique est Zakaria Malahifji.

### Effectifs
Fin 2015, le chercheur américain Charles Lister estime que le groupe compte environ 1 000 hommes. En juillet 2015, le bureau des médias des Forces révolutionnaires de Syrie donne quant à lui un effectif de 3 000 hommes.

## Zones d'opérations
Le groupe est actif dans le gouvernorat d'Alep.

## Soutiens
Le groupe est soutenu par les États-Unis.